# 알렉세이 코발료프 (아이스하키 선수)
알렉세이 뱌체슬라보비치 코발료프(러시아어: Алексе́й Вячесла́вович Ковалёв, 1973년 2월 24일~)는 러시아의 아이스하키 선수, 지도자로 포지션은 라이트윙이다. 소련 아이스하키 선수권 대회의 디나모 모스크바에서 선수 생활을 시작하였고, 소련 해체 후에는 북아메리카로 건너가 내셔널 하키 리그(NHL)의 뉴욕 레인저스, 피츠버그 펭귄스, 카나디앵 드 몽레알, 오타와 세너터스, 플로리다 팬서스 소속으로 활약했다. 그는 NHL에서 총 18시즌 동안 1316경기에 출전하였고 1994년에는 뉴욕 레인저스 소속으로 스탠리 컵 우승을 차지했다.
국제 대회에 러시아 국가대표팀의 일원으로 참가했으며, 1992년 동계 올림픽에서 독립국가연합의 일원으로 금메달을 획득했다. 이후 2002년 동계 올림픽과 2005 세계 선수권 대회에서 동메달을 획득했다.